# Araneus lodicula
Araneus lodicula là một loài nhện trong họ Araneidae.
Loài này thuộc chi Araneus. Araneus lodicula được Eugen von Keyserling miêu tả năm 1887.